# Paridol
Paridol este o localitate din comuna Šentjur, Slovenia, cu o populație de 144 de locuitori.